# Израелска баријера на Западној обали
Израелска баријера на Западној обали, која се састоји од зида дуж Западне обале и ограде дуж Западне обале, је раздвојна баријера коју је изградио Израел дуж Зелене линије и унутар делова Западне обале. Израел описује зид као неопходну безбедносну баријеру ради борбе против палестинског политичког насиља; док га Палестинци описују као елемент расне сегрегације и представљање израелског апартхејда, који га често називају „Зид апартхејда“. На укупној дужини од 708 km (440 mi) по завршетку, рута коју прати баријера је више него двоструко дужа од зелене линије, са 15% њене дужине дуж зелене линије или унутар Израела, а преосталих 85% траје чак 18 km (11 mi) унутар Западне обале, ефективно изолујући око 9% земље и приближно 25.000 Палестинаца од остатка палестинске територије.
Баријеру је изградио Израел након таласа палестинског политичког насиља и инцидената и тероризма унутар Израела током Друге интифаде, која је почела у септембру 2000. и завршена је фебруара 2005. Израелска влада наводи смањење броја самоубилачких бомбашких напада извршених са Западне обале као доказ своје ефикасности, након што су такви напади пали са 73 између 2000. и јула 2003. (завршетак првог континуираног сегмента баријера) на 12 између августа 2003. и краја из 2006. Иако је баријера у почетку била представљена као привремена безбедносна мера у време појачаних тензија, од тада је повезана са будућом политичком границом између Израела и Државе Палестине.
Баријера је изазвала критике Палестинаца, група за људска права и чланова међународне заједнице, који су сви тврдили да служи као доказ намјере Израела да анектира палестинску земљу под плаштом сигурности. Такође се наводи да изградња зида има за циљ подривање израелско-палестинског мировног процеса једностраним успостављањем нових дефакто граница. Кључне тачке спора су да баријера значајно одступа источно од зелене линије, озбиљно ограничава путовања многих Палестинаца и смањује њихову способност да путују на посао унутар Западне обале или до Израела. Међународни суд правде издао је саветодавно мишљење у којем је утврдио да се баријера квалификује као кршење међународног права. Године 2003, Генерална скупштина Уједињених нација усвојила је резолуцију која је оптужила Израел за подизање баријере као кршење међународног права и захтевала је њено уклањање са 144 гласа против и 4 уз 12 уздржаних.
Ограђени делови баријере постали су простор за исписивање уметнички вредних графита, са палестинском страном која илуструје противљење баријери, палестински отпор, њихово право на повратак, као и људска права уопште.